# テレビ朝日系列平日午後のワイドショー枠
テレビ朝日系列平日午後のワイドショー枠（テレビあさひけいれつへいじつごごのワイドショーわく）は、テレビ朝日をはじめとするANN系列で、平日（月曜日 - 金曜日）の午後に放送されている情報番組の一覧である。

## 歴史
ネットワークセールス枠として放送されていた他系列とは違い、一貫してローカルセールス枠として放送されていた。これはテレビ朝日が参入する以前より朝日放送がローカルワイド番組を編成していたことと、テレビ朝日自身も13時台に全国ネットのサロントーク型ワイドショー『13時ショー』（現在の『徹子の部屋』）を編成していたことに起因する。そのため一部系列局では本枠の番組をネットせずに西日本地域を中心とした一部の局では朝日放送からのネット受けや自社制作番組枠としていた他、それ以外の局の時代劇やサスペンスなどドラマ再放送枠に充当していた。
1990年代よりTBSの『スーパーワイド』を筆頭に、主に15時台で放送していた各局ワイドショーが次々と14時台への進出および2時間化がされる。しかし本枠は14時台での1時間編成を続け、時間拡大はオウム真理教事件など必要に応じた特別編成の形で行われた。1996年に『ワイド!スクランブル』の開始に伴って昼12時台の情報番組枠と統合される形で廃枠される。

## 主な番組
- 女のひろば（1980年3月31日 - 1982年10月1日） - 1981年3月26日までは月 - 木曜日の16時台に放送。
- こんにちは2時（1982年10月4日 - 1995年3月31日）
- パワーワイド（1995年4月3日 - 1996年3月29日）
  - 以後、『ワイド!スクランブル』の放送開始に伴い、昼の情報番組枠に統合。

## 系列局の独自制作番組
一部の系列局ではテレビ朝日の番組をネットせず、独自制作の番組を放送していた。また、テレビ朝日において、14時台にドラマ再放送を行うようになってから、独自制作の番組を放送する局もあった。
朝日放送
西日本地域（名古屋テレビ・瀬戸内海放送・広島ホームテレビ・九州朝日放送等）を中心に、テレビ朝日発ではなくこちらを同時ネットする局があった。
- ワイドショー・プラスα（1972年1月 - 1982年12月）※1975年3月まではTBS系列扱い
- バラエティワイド こんな時α（1983年1月 - 1985年10月）
- 入川保則のほっとワイド（1985年10月 - 1986年6月）
  - ほっとワイド（1986年7月 - 1986年10月）※司会が中原秀一郎〔当時ABCアナウンサー〕に交代したことによる改題
- ビバ・レディー（1986年11月 - 1988年9月）
- 晴れ時々たかじん（1988年10月 - 1992年3月）
- べかこの自遊時間

北海道テレビ
- 解決5000番（1994年10月 - 1995年8月）

青森朝日放送
- ワンポチッ（2006年12月 - 2010年3月）
- ニジドキ!（2010年4月 - 2013年3月）※毎週金曜日放送

北陸朝日放送
- 2時はどきどき5ch（2016年4月 - 2019年3月）

九州朝日放送
- Touch（2020年10月 - 2022年4月）
- 地元応援live Wish+（2022年4月 - ）